# 国道35号

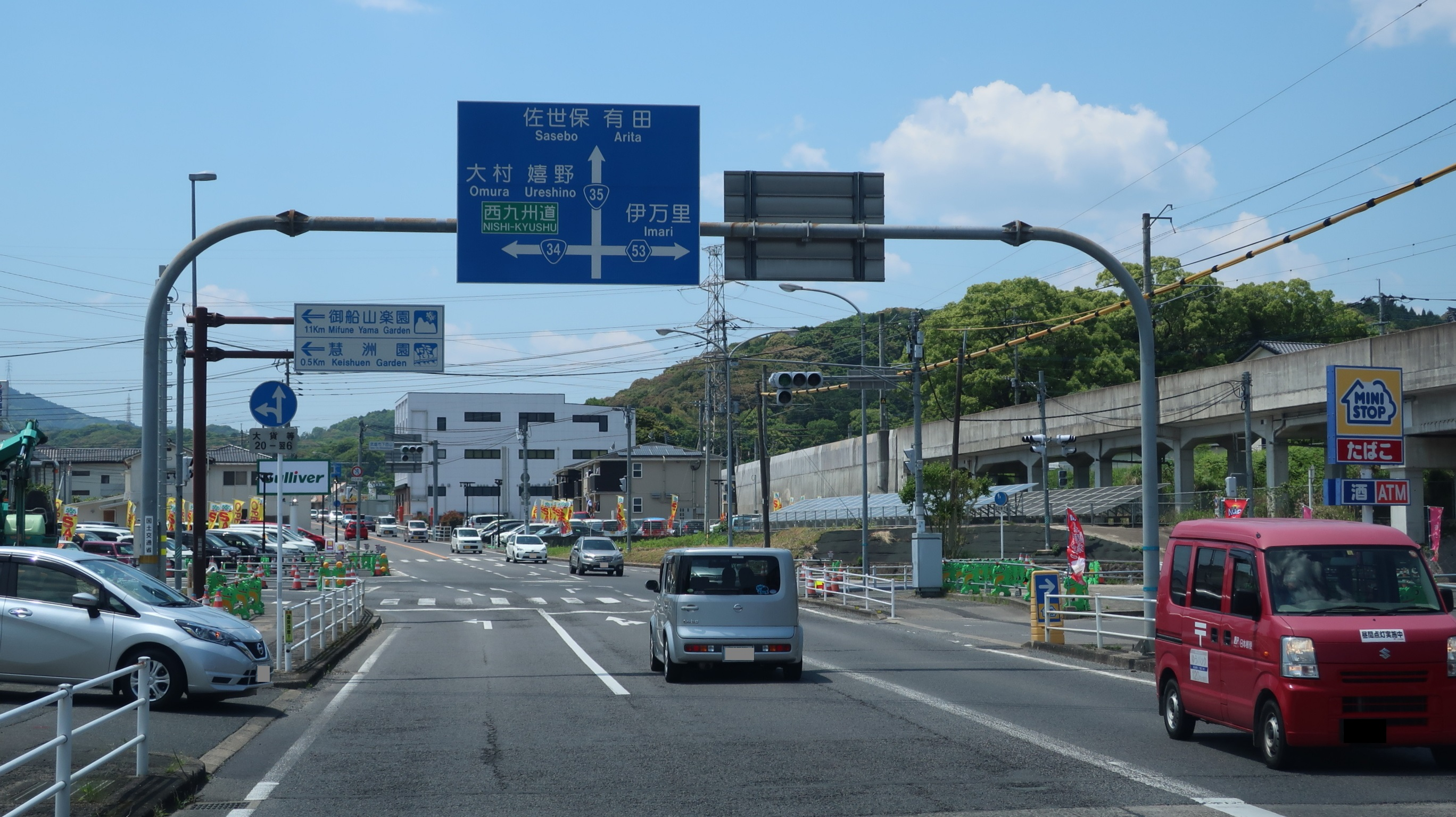
国道35号 起点
佐賀県武雄市 下西山交差点

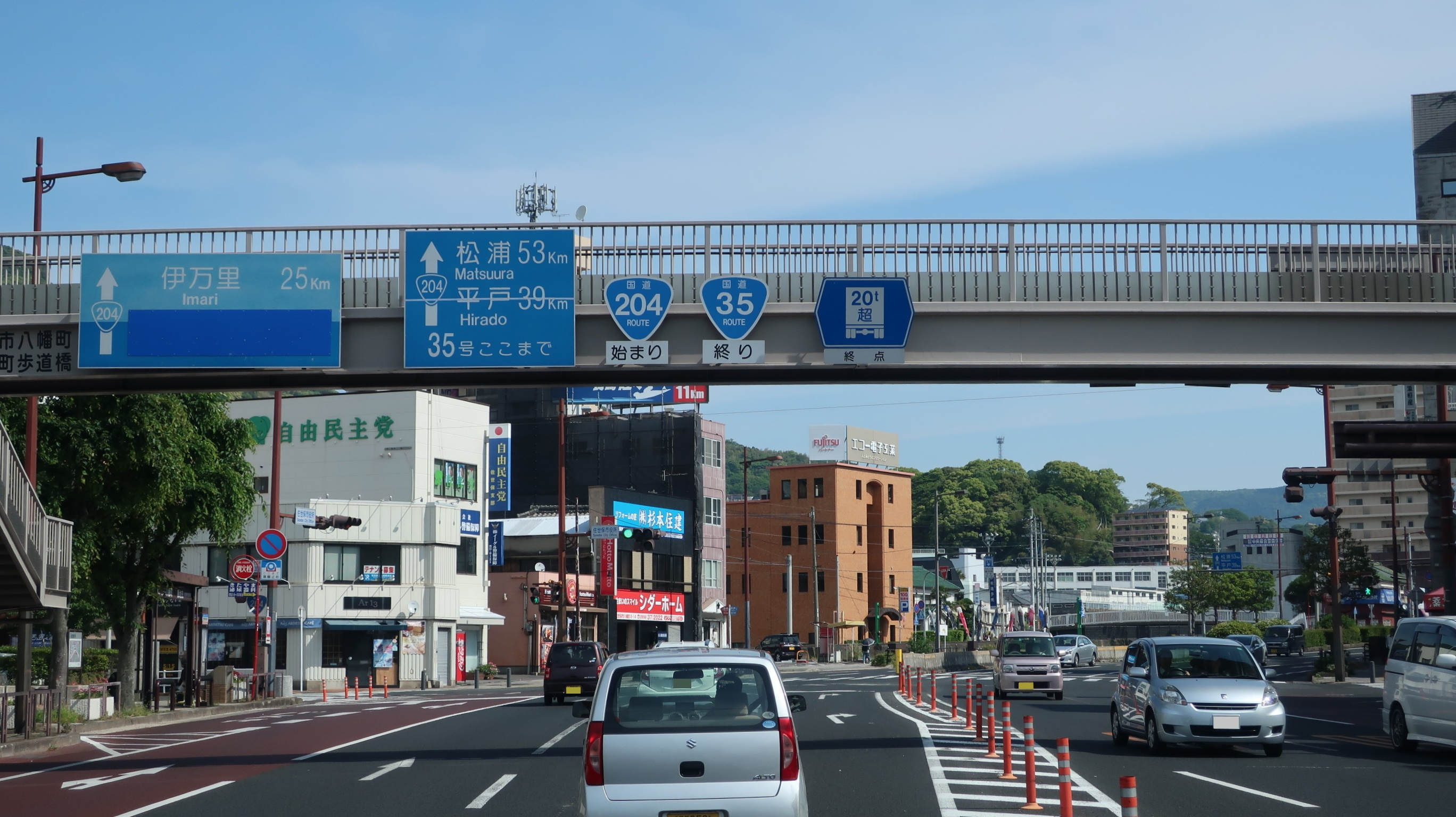
国道35号 終点
長崎県佐世保市 八幡歩道橋

国道35号（こくどう35ごう）は、佐賀県武雄市から長崎県佐世保市に至る一般国道である。

## 概要
起点の佐賀県武雄市から西に進路を取り、日本の伝統工芸品の1つ、有田焼の産地として知られている西松浦郡有田町を経て、長崎県北部の中心都市である、佐世保市を終点としている路線である。

### 路線データ
一般国道の路線を指定する政令に基づく起終点および重要な経過地は次のとおり。
- 起点：武雄市（下西山交差点 = 国道34号交点、佐賀県道24号武雄多久線起点）
- 終点：佐世保市（八幡歩道橋 = 国道204号・国道498号終点）
- 重要な経過地：佐賀県西松浦郡西有田町[注釈 2]
- 総延長 : 35.3 km（佐賀県 17.7 km、長崎県 17.6 km）[2][注釈 3]
- 重用延長 : なし[2][注釈 3]
- 実延長 : 35.3 km（佐賀県 17.7 km、長崎県 17.6 km）[2][注釈 3]
  - 現道 : 35.3 km（佐賀県 17.7 km、長崎県 17.6 km）[2][注釈 3]
  - 旧道 : なし[2][注釈 3]
  - 新道 : なし[2][注釈 3]
- 指定区間：佐賀県武雄市武雄町大字武雄5836番1 - 長崎県佐世保市八幡町51番1（全線）[3]

## 歴史
武雄と佐世保とを結ぶ国道の起源は、1887年（明治20年）7月8日に「國道表」に追加された国道47号「東京より佐世保鎮守府に達する路線」である。この路線は、国道4号（現：一般国道1号・2号ほか）を経由し、武雄で分岐して佐世保に至るもので、武雄以降は今日の一般国道35号と同じルートである。同時に、各地の鎮守府（横須賀、呉）に至る道路が国道に編入されている。

### 年表
- 1920年（大正9年）施行の旧道路法に基づく路線認定では、いわゆる「明治国道」であった旧国道47号から、軍事路線としての性格をそのままに、国道33号「東京市より佐世保鎮守府所在地（佐世保市）に達する路線」となった。

海軍の街として発展してきた佐世保は、1945年（昭和20年）6月に空襲を遇い大きな被害を受けており、同年8月に終戦を迎えた。戦後は佐世保鎮守府が廃止されたが、自衛隊基地や在日米軍基地、造船業や鉄工業の工場など、海軍の街としての面影は残した。
- 1952年（昭和27年）12月4日 - 新道路法に基づく路線指定で、いわゆる「大正国道」だった旧国道33号は、一級国道として国道の地位を保つこととなり、「一級国道35号」（佐賀県杵島郡武雄町（現 武雄市） - 長崎県佐世保市）として指定された[4]。
- 1965年（昭和27年）4月1日 - 道路法改正によって一級・二級の別がなくなり「一般国道35号」となった。

## 路線状況

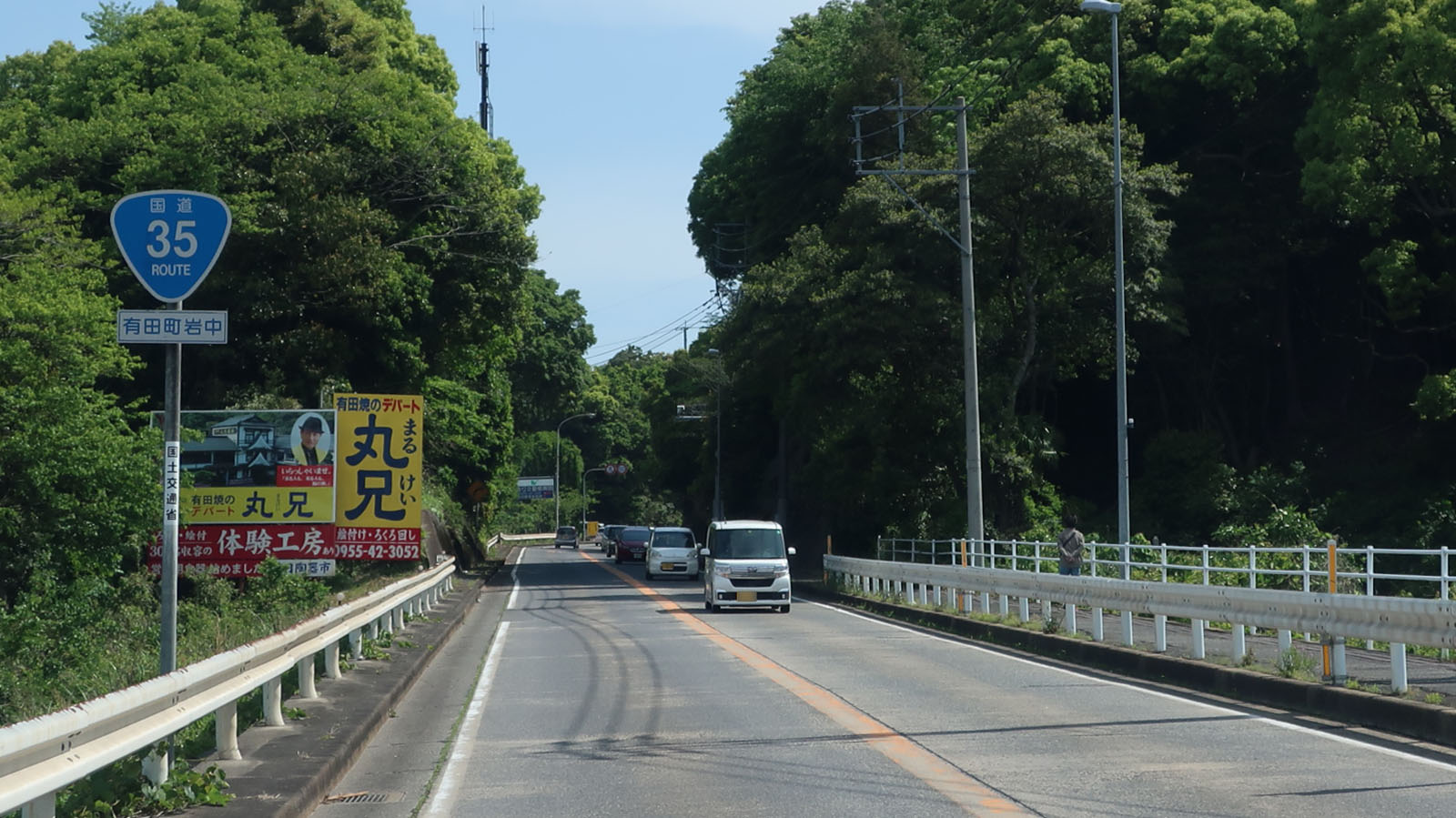
佐賀県西松浦郡有田町岩谷川内
（2018年5月）

起点から佐世保市の陣の内交差点までは2車線だが、陣の内交差点から佐世保駅前までは4車線、佐世保駅前付近から終点（国道204号の一部区間も含む）までは、四ヶ町商店街などがある佐世保市の中心部で6車線になる。
佐賀県西部および佐世保市の幹線道路であるせいか、起点の下西山交差点では、国道34号へ左折する車よりも国道35号へ直進する車が圧倒的に多い。交通量は国道202号との分岐点でもある、田の浦交差点から終点までが多く、とりわけ朝夕の流れはよくない。また、陣の内交差点の手前の交差点である、早苗町交差点も佐世保方面が朝夕を中心に流れが悪い。
この道路と並走する西九州自動車道は当初国道35号の自動車専用道路として開通し、後に国道497号に変更されている。
大半の区間で九州旅客鉄道（JR九州）佐世保線と並走し、武雄市で2ヶ所、有田町で1ヶ所、佐世保市で2ヶ所、佐世保線の線路と交差している。佐世保市では松浦鉄道西九州線とも1ヶ所で交差している。昭和40年代までのバイパス整備もあり、現在はこれら5ヶ所の交差はすべて立体交差となっている。なお基本的に制限速度は50 km/hだが、武雄市犬走の佐世保線踊瀬橋梁をくぐるクランクカーブ区間のみ、30 km/hの速度規制がかかる。

### バイパス
- 山内バイパス　武雄市山内町鳥海 - 同市同町宮野（山内町狩立交差点）4.8 km・2車線。1996年（平成8年）開通。供用開始時より通行料無料。

バイパスは旧道4.7 kmより若干長くなったが、佐世保線と集落に挟まれた三間坂駅前後の狭隘な市街地を避け、各交差点に右折レーンを設定し、流動はスムーズになった。旧道は佐賀県道45号嬉野山内線・長崎県道・佐賀県道104号波佐見山内線に降格した。道の駅山内が設置されている。
- 有田バイパス　有田町泉山（有田泉山交差点） - 同町南原（南原交差点）4.9 km・2車線。1972年（昭和47年）開通。供用開始時より通行料無料。

バイパスは旧道4.8 kmより若干長くなったが、有田焼工房や商店・民家が建て込む狭隘な市街地を避け、各交差点に右折レーンを設定し、流動はスムーズになった。旧道は佐賀県道233号上有田停車場線・佐賀県道281号大木有田線に降格した。
蓮花石山の北麓斜面を通過するため、トンネル区間となる。起点から有田第1（通称「白磁」112 m）、同第2（同「青磁」162 m）、同第3（同「青華」56 m）、同第4（同「赤絵」245 m）。青磁と青華の間はロックシェッドが架けられ、一体化している。青華を例外として有田焼にちなむ通称で、赤絵のみが実在の地名である。
- 早岐バイパス　佐世保市陣の内町（陣の内交差点） - 同市田の浦町（田の浦町交差点）1.2 km・4車線。1969年（昭和44年）開通。供用開始時より通行料無料

国道202号と旧国道205号が合流し、渋滞が激しい田子の浦交差点を避けるために短絡ルートとして開通した。旧道1.7 kmは国道202号と市道に分割され、生活道路として機能し、バイパスは佐世保線と並走しつつ郊外ロードサイドショップが並ぶ。
- 日宇バイパス　佐世保市大塔町（脇崎交差点） - 同市日宇町（日宇町交差点）間1.2 km・4車線。1965年（昭和40年）開通。供用開始時より通行料無料。

昭和30年代以降の郊外宅地開発により、旧道1.9 kmの渋滞が慢性化していたために短絡ルートとして開通した。旧道は市道に降格した上で、生活道路として機能し、バイパスは郊外ロードサイドショップが並ぶ。日宇町交差点は上り・下りともランプウェイ形で、旧道とバイパスの相互交通はできない。

### 重複区間

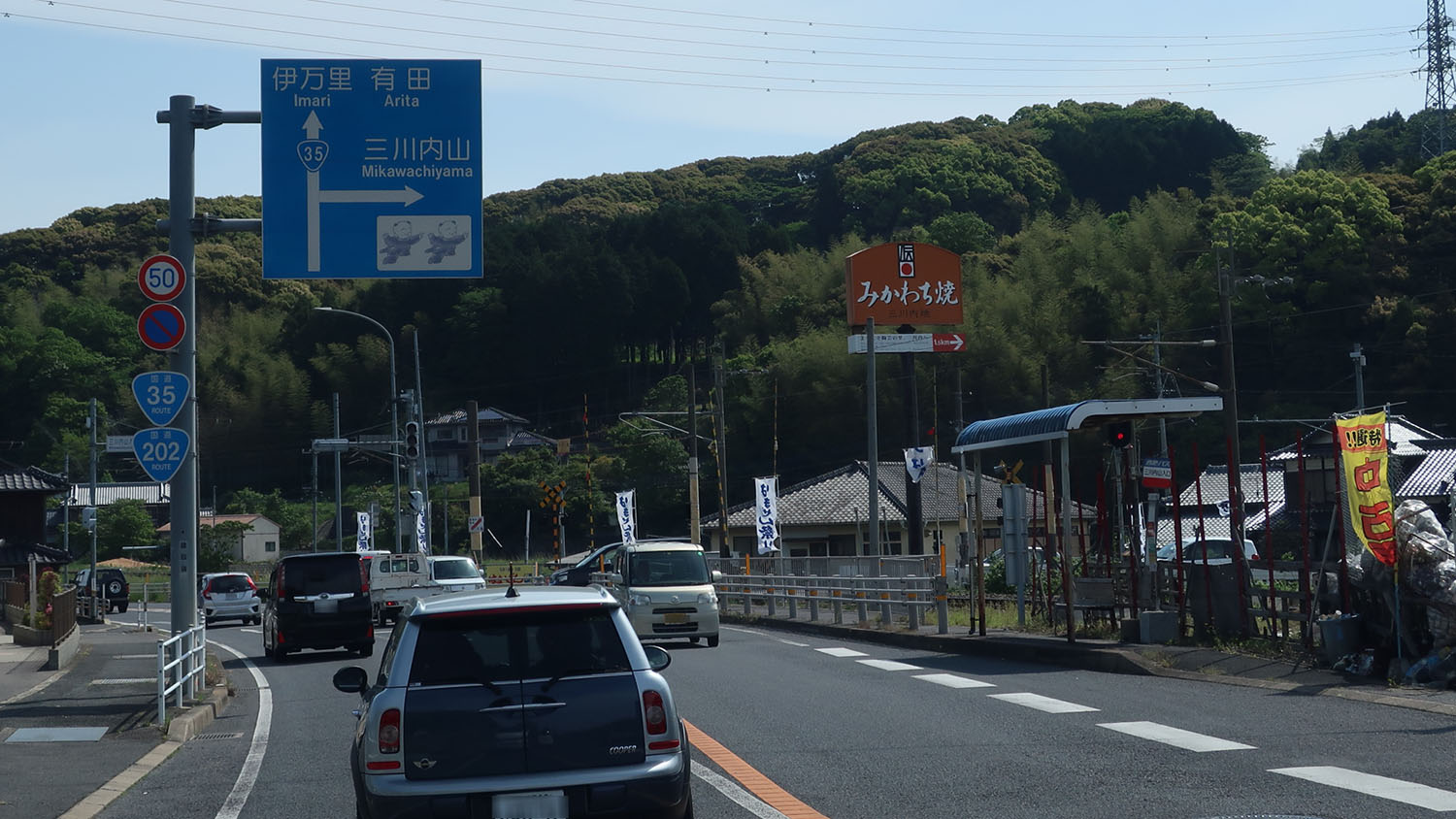
国道202号との重複
長崎県佐世保市塩浸町

- 国道202号（佐賀県西松浦郡西有田町原明甲・伊万里口交差点 - 長崎県佐世保市田の浦町・田の浦交差点）

### 道路施設

#### 橋梁
- 佐賀県
  - 三間坂川橋（三間坂川、武雄市）
  - 轡橋（くつわはし：狩立川、武雄市）
  - 猿川橋（猿川、西松浦郡有田町）
  - 新眼鏡橋（白川川、西松浦郡有田町）
  - 新岩崎橋（白川川、西松浦郡有田町）
  - 新田の平橋（有田川、西松浦郡有田町）
  - 浦谷橋（有田川、西松浦郡有田町）
  - 新山川橋（南川良川、西松浦郡有田町）
- 長崎県
  - 前平橋（小森川、佐世保市）
  - 板井手橋（小森川、佐世保市）
  - 新替橋（小森川、佐世保市）
  - 高沢橋（陣之内川、佐世保市）
  - 新日宇橋（日宇川、佐世保市）
  - 大和橋（西竜川、佐世保市）

#### トンネル
- 佐賀県
  - 有田第1トンネル（通称：白磁）：延長112 m、1969年（昭和44年）竣工、西松浦郡有田町
  - 有田第2トンネル（通称：青磁）：延長162 m、1970年（昭和45年）竣工、西松浦郡有田町
  - 有田第3トンネル（通称：青華）：延長56 m、1970年（昭和45年）竣工、西松浦郡有田町
  - 有田第4トンネル（通称：赤絵）：延長245 m、1971年（昭和46年）竣工、西松浦郡有田町

#### 道の駅
- 佐賀県
  - 山内（武雄市）

## 地理

### 通過する自治体
- 佐賀県
  - 武雄市 - 西松浦郡有田町
- 長崎県
  - 佐世保市

### 交差する道路

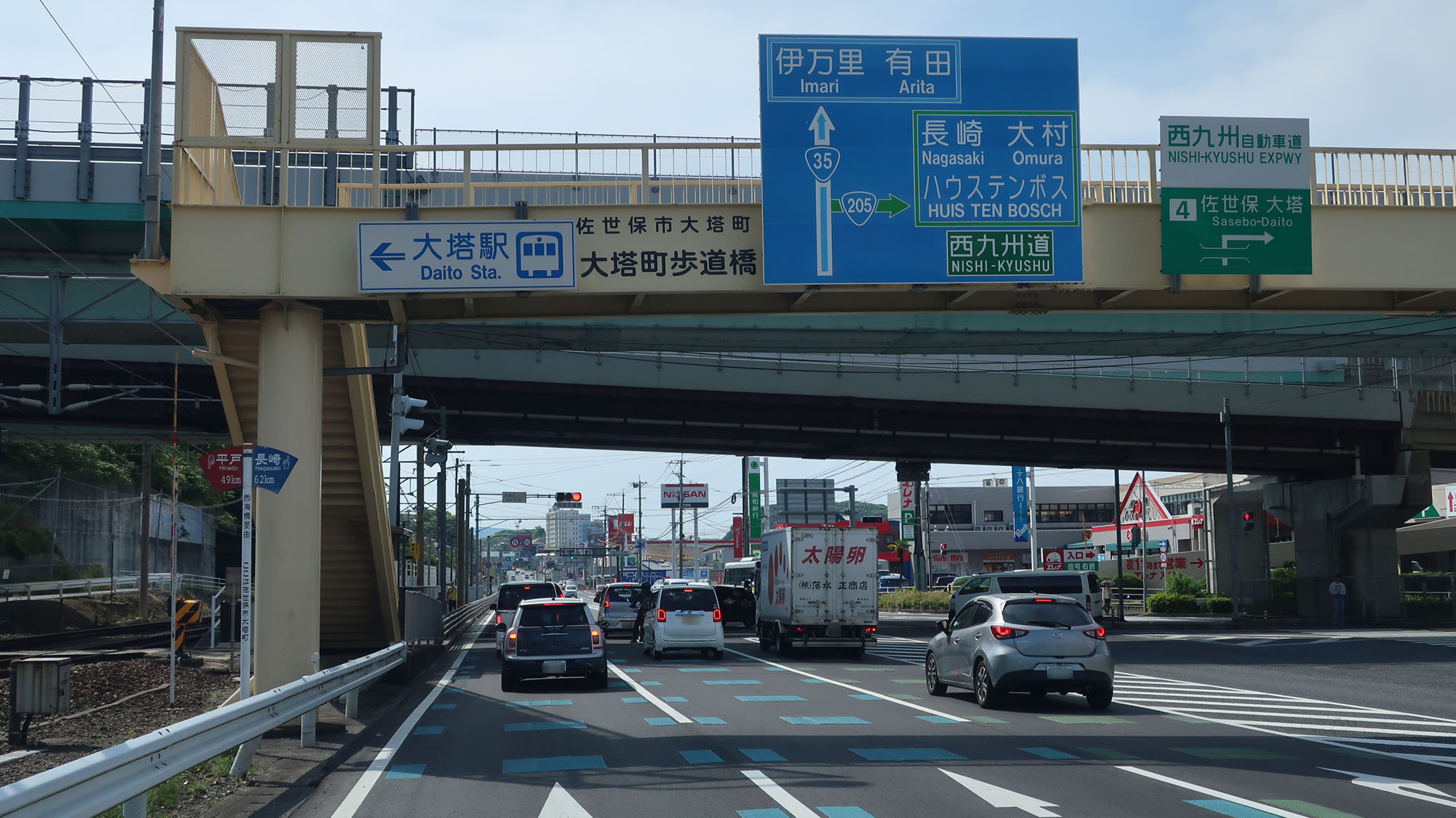
国道205号との分岐
長崎県佐世保市大塔町

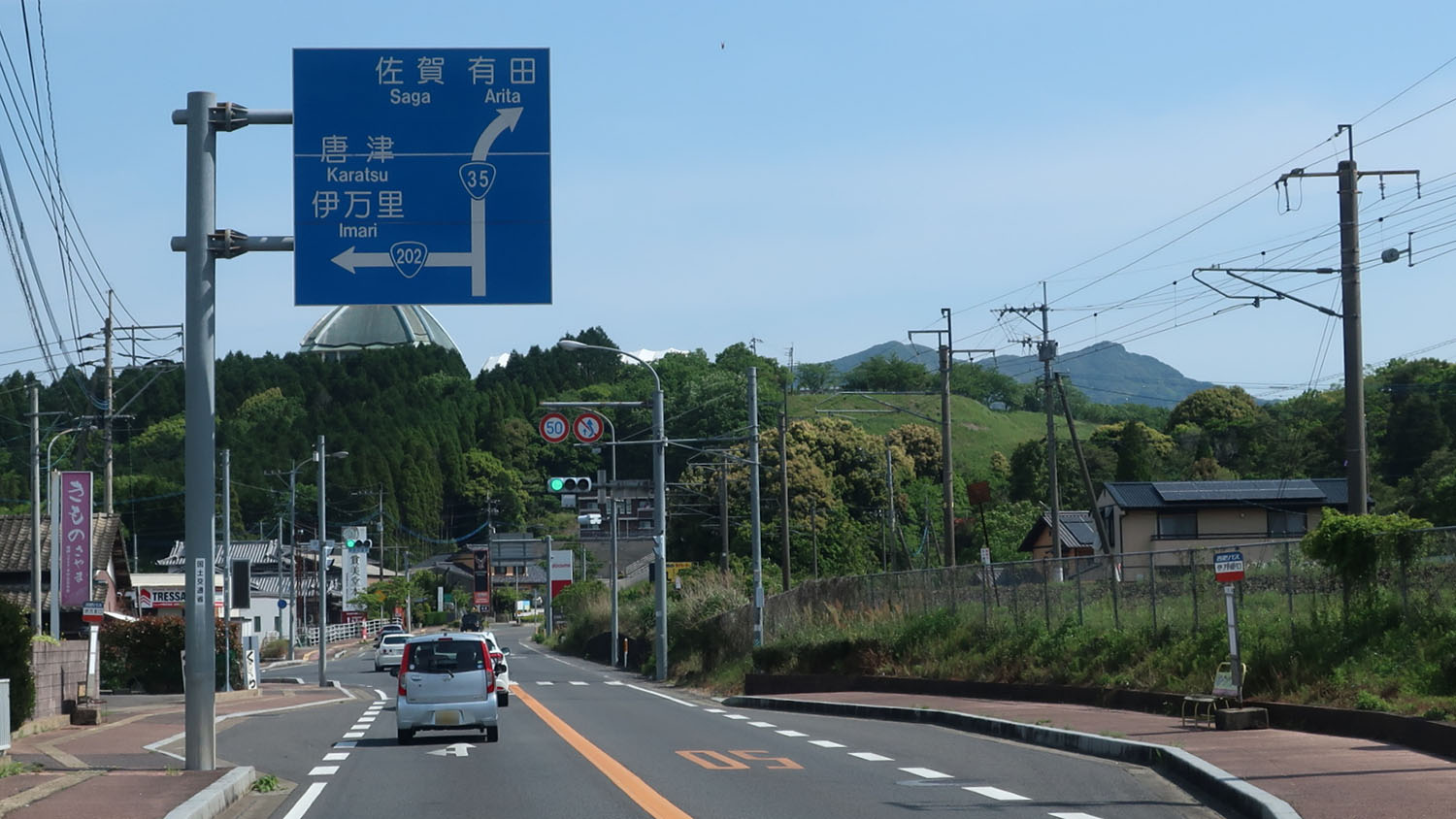
国道202号との分岐
佐賀県西松浦郡有田町

| 交差する道路                                              | 都道府県名 | 市町村名 | 市町村名 | 交差する場所     | 交差する場所           |
| --------------------------------------------------------- | ---------- | -------- | -------- | ---------------- | ---------------------- |
| 国道34号 佐賀県道24号武雄多久線                           | 佐賀県     | 武雄市   | 武雄市   | 武雄町大字武雄   | 下西山交差点 / 起点    |
| 長崎県道・佐賀県道104号波佐見山内線                       | 佐賀県     | 武雄市   | 武雄市   | 山内町大字鳥海   |                        |
| 佐賀県道45号嬉野山内線 重複区間起点                       | 佐賀県     | 武雄市   | 武雄市   | 山内町大字鳥海   | 小越交差点             |
| 佐賀県道45号嬉野山内線 重複区間終点                       | 佐賀県     | 武雄市   | 武雄市   | 山内町大字三間坂 |                        |
| 長崎県道・佐賀県道104号波佐見山内線                       | 佐賀県     | 武雄市   | 武雄市   | 山内町大字鳥海   | 船の原入口交差点       |
| 佐賀県道26号伊万里山内線                                  | 佐賀県     | 武雄市   | 武雄市   | 山内町大字宮野   | 畜産試験場交差点       |
| 佐賀県道45号嬉野山内線                                    | 佐賀県     | 武雄市   | 武雄市   | 山内町大字宮野   | 狩立交差点             |
| 佐賀県道233号上有田停車場線 佐賀県道257号梅野有田線       | 佐賀県     | 西松浦郡 | 有田町   | 泉山2丁目        | 泉山交差点             |
| 佐賀県道343号有田ポーセリンパーク線                       | 佐賀県     | 西松浦郡 | 有田町   | 中樽3丁目        | 中樽交差点             |
| 長崎県道・佐賀県道4号川棚有田線 佐賀県道344号伊万里有田線 | 佐賀県     | 西松浦郡 | 有田町   | 桑古場乙         | 桑古場交差点           |
| 佐賀県道234号有田停車場線                                 | 佐賀県     | 西松浦郡 | 有田町   | 本町乙           | 九州陶磁文化館前交差点 |
| 長崎県道・佐賀県道107号稗木場有田線                       | 佐賀県     | 西松浦郡 | 有田町   | 戸杓丙           | 中部赤松原交差点       |
| 佐賀県道298号蔵宿有田線                                   | 佐賀県     | 西松浦郡 | 有田町   | 南原甲           | 三代橋交差点           |
| 国道202号 重複区間起点                                    | 佐賀県     | 西松浦郡 | 有田町   | 原明甲           | 伊万里口交差点         |
| E35 西九州自動車道                                        | 長崎県     | 佐世保市 | 佐世保市 | 木原町           | 3 佐世保三川内IC       |
| 長崎県道53号柚木三川内線                                  | 長崎県     | 佐世保市 | 佐世保市 | 吉福町           | 横手入口交差点         |
| 長崎県道・佐賀県道1号佐世保嬉野線                         | 長崎県     | 佐世保市 | 佐世保市 | 三川内本町       | 三河内駅前交差点       |
| 国道202号 重複区間終点                                    | 長崎県     | 佐世保市 | 佐世保市 | 田の浦町         | 田の浦町交差点         |
| 国道205号                                                 | 長崎県     | 佐世保市 | 佐世保市 | 大塔町           | 大塔IC入口交差点       |
| 国道384号                                                 | 長崎県     | 佐世保市 | 佐世保市 | 戸尾町           | 戸尾町交差点           |
| 長崎県道26号佐世保港線                                    | 長崎県     | 佐世保市 | 佐世保市 | 松浦町           | 松浦町交差点           |
| 国道204号 国道498号                                       | 長崎県     | 佐世保市 | 佐世保市 | 八幡町           | 終点                   |

### 交差する鉄道
- 佐世保線
- 松浦鉄道西九州線